# Ryu Shikun
Ryu Shikun (柳時熏) (8 de diciembre de 1971, Seúl, Corea del Sur) es un jugador de go profesional.

## Biografía
Ryu Shikun es un jugador de go que creció en Seúl. No se mudó a Japón hasta los 15 años, y tan solo 2 años después se hizo profesional. Fue promocionado a 9 dan en 2003.

## Campeonatos y subcampeonatos
| Título      | Años ganado       |
| ----------- | ----------------- |
| Actuales    | 6                 |
| Tengen      | 1994 - 1996, 2000 |
| Oza         | 1996              |
| Copa NEC    | 2003              |
| Extintos    | 2                 |
| Shin-Ei     | 1992              |
| NEC Shun-Ei | 1994              |
| Totales     | 8                 |

| Título             | Años perdido      |
| ------------------ | ----------------- |
| Actuales           | 8                 |
| Kisei              | 2002              |
| Honinbo            | 1996              |
| Tengen             | 1997, 2001        |
| Oza                | 1997              |
| Copa NEC           | 2005              |
| Shinjin-O          | 1991              |
| Ryusei             | 1993              |
| Extintos           | 1                 |
| NEC Shun-Ei        | 1993              |
| Continentales      | 4                 |
| Tengen China-Japón | 1995 - 1997, 2001 |
| Totales            | 13                |